# Josep Muñoz i Puerta
Josep Muñoz i Puerta (Sant Andreu de Palomar, 1922 - Barcelona, 23 de desembre de 2017) era un activista social i dirigent veïnal. Gran afeccionat a les activitats esportives i culturals, participà des de ben jove a la vida associativa d'aquests barris. A 14 anys entrà com a cantaire a l'Orfeó l'Eco de Catalunya i al cap d'uns quants anys es va incorporar al Centre Cultural Montserrat, on feu teatre líric. Un cop casat va ingressar a l'Agrupació Excursionista Muntanya, on continua actualment, i ocupà diversos càrrecs a la junta directiva durant 25 anys, entre els quals el de president.
Jubilat als 67 anys, va ingressar a l'associació de gent gran CONEX, des d'on començà a fer classes de dibuix i pintura al Centre Cívic de la Sagrera La Barraca i al Casal de Gent Gran La Palmera, on actualment és president. Va ser fundador i secretari de la Federació d'Associacions Catalanes de la Gent Gran (FOCAGG) des que es creà l'any 1998 i de la Confederación Española de Organizaciones de Mayores (CEOMA). Actualment és president Coordinadora de Casals Municipals i delegat del Consell Municipal de Benestar Social, en representació del Consell Assessor de la Gent Gran de Barcelona, del qual és membre des del 1991. Va participar en 14 congressos i convencions i va estar ponent en dos dels congressos que s'han fet a Barcelona amb conferències sobre el paper de la gent gran en la societat actual i l'envelliment satisfactori.
A més, va ser membre del Consell de la Gent Gran del Districte de Sant Andreu i del Consell de la Gent Gran de Catalunya, i va col·laborar amb el Departament de Benestar Social de la Diputació de Barcelona en el grup de treball sobre la xarxa d'espais i equipaments per a la gent gran de la província. També va col·laborar activament amb l'Associació de Veïns i Veïnes de la Sagrera.